# Lachlan Macquarie
Lachlan Macquarie, född 31 januari 1762 död 1 juli 1824; skotsk gaelisk stavning: Lachlan MacGuaire, var en brittisk militär officer (Generalmajor) och kolonial administratör. Macquarie tjänstgjorde bland annat som guvernör över New South Wales mellan 1810 och 1821 och var en ledande person inom den sociala, ekonomiska och arkitektoniska utvecklingen av den kolonin. Historiker menar att hans inflytande över omvandlingen av New South Wales från en straffkoloni till en fri bosättning var avgörande för att forma det australiska samhället. Hans liv skildrades 2011 i dokumentärfilmen ”Lachlan Macquarie: The Father of Australia”.